# بيلي جودوين
بيلي جودوين (بالإنجليزية: Billy Godwin)‏ هو لاعب كرة قاعدة أمريكي، ولد في 1964 في روكي ماونت في الولايات المتحدة.